# Mustaliens

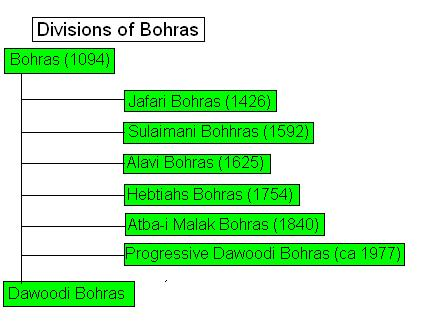
Les divisions des Mustaliens, autrefois appelés les Bohras.

Le courant mustalien (en arabe: مستعلي) est une branche ismaélienne du chiisme. Les Mustaliens reconnaissent Al-Musta'li, neuvième calife fatimide,  comme 19e imam ismaélien et le légitime successeur de son père Al-Mustansir Billah. A contrario, les Nizârites (comme l'Aga Khan et ses fidèles) soutiennent le frère ainé, Nizâr.

## Vue des Ismaéliens Tayyebi-Musta'eli
La liste est basée sur les mêmes principes que les Ismâ`élien-Mustaliens, excepté qu'Ali ibn Abi Talib n'est pas considéré comme Imam au sens strict mais comme Wasi (héritier du prophète).
| Numéro | Nom        | Kunya (titre) | Nasab (patronyme)     | Laqab (épithète)             | connu pour | Dates de vie                 |
| ------ | ---------- | ------------- | --------------------- | ---------------------------- | --- | ---------------------------- |
| 0      | Ali        | Abū al-Ḥassan | Ibn Abī Ṭālib         | Amīr al-Mu'minīn             | encore appelé Waliyullah (Vahli'ullah), c'est la personne la plus significative après Mahomet pour les chiites, père des imams. | 600 – 661                    |
| 1      | Hasan      | Abū Muḥammad  | Ibn Alī ibn Abī Ṭālib | Al-Mujtabā                   | Signe un traité de paix pour un Islam meilleur, très aimé par Mahomet est avec son frère un des maîtres des jeunes du paradis | 625 – 669                    |
| 2      | Husayn     | Abū Abdillāh  | Ibn Alī ibn Abī Ṭālib | Sayyid ash-Shuhadā'          | Bataille de Kerbala | 626 – 680                    |
| 3      | `Alî       | Abū Muḥammad  | Ibn al-Ḥussayn        | Zayn al-Ābidīn               | A pleuré pendant 20 ans à cause de la bataille de Karbala. | 658 – 713                    |
| 4      | Muhammad   | Abū Ja'far    | Ibn Alī               | Al-Bāqir                     | Surnommé le "Pourfendeur de la Science". Muhammad n'est pas reconnu par les Zaydi (qui prennent comme imam Zayd ben`Alî). | 676 – 743                    |
| 5      | Ja'far     | Abū Abdillāh  | Ibn Muḥammad          | Aṣ-Ṣādiq                     | Un penseur respecté à la fois par les Chiites et les Sunnites | 703 – 765                    |
| 6      | Ismâ`il    | Abū Muhammad  | Ibn Ja`far            | Al-Mubarak                   | Premier imam Ismailien. L'imam Ismâ`il fut le successeur désigné par son père Jafar as-Sadiq. Ismâ`il s'est occulté avant le décès de son père vers 762, rendant la succession de ce dernier très confuse. Les duodécimains ont reconnu Musa Al-Kazim, le frère cadet d'Ismâ'il comme imam.                                                                               | 719 – ???                    |
| 7      | Muhammad   |               | Ibn Ismâ`il           | Al-Maktum                    | Imam caché. |                              |
| 8      | ʿAbd Allāh |               | Ibn Muḥammad          | Aḥmad al-Wāfī                | Imam caché. |                              |
| 9      | Aḥmad      |               | Ibn ʿAbd Allāh        | Muḥammad at-Tāqī             | Imam caché. |                              |
| 10     | Husayn     |               | Ibn Aḥmad             | ʿAbd Allāh ar-Rāḍī / az-Zakī | Imam caché. |                              |
| 11     | Ubaydallah | Abū Muhammad  | Ibn Husayn            | Al-Mahdi                     | Fin de la période d'occultation. 'Ubaydallah Al-Mahdi est considéré comme le 1er calife Fatimide. | 873 – 934                    |
| 12     | Muhammad   | Abū al-Qasim  | Ibn Abdullah          | Al-Qaim                      | 2e calife Fatimide. | 894 – 946                    |
| 13     | Ismâ`il    | Abū Tahir     | Ibn Muhammad          | Al-Mansur Billah             | 3e calife Fatimide. | 915 – 953                    |
| 14     | Muayid     | Abū Tamim     | Ibn Ismâ`il           | Al-Muizz Li-Din Allah        | 4e calife Fatimide mais surtout 1er calife Fatimide d'Égypte. Les Fatimides conquirent l'Égypte en 969, grâce au général Jawhar al-Siqilli, sur ordre de l'imam Al-Mu‘izz. | 932 – 975                    |
| 15     | Nizâr      | Abū Mansur    | Ibn Muizz             | Al-Aziz Billah               | 5e calife Fatimide. En 988, il fonde au Caire une des premières universités du monde dans la mosquée al-Azhar. | 975 – 996                    |
| 16     | Al Mansur  | Abū Ali       | Ibn Aziz              | Al-Hakim Bi-Amr Allah        | 6e calife Fatimide. Fondateur de la "Maison du Savoir" au Caire, il agrandit l'empire fatimide en conquérant la Syrie jusqu'à Alep. Il est déifié par les druzes. | 985 – 1021                   |
| 17     | Ali        | Abūl Hasan    | Ibn Mansur            | Az-Zahir Li-Izaz Din Allah   | 7e calife Fatimide. Il est également roi de Damas de 1021 à 1036 et roi d'Alep de 1021 à 1024. C'est Az-Zâhir qui a fait reconstruire les murs de Jérusalem endommagés par un tremblement de terre, et qui a fait restaurer les mosaïques de la mosquée al-Aqsa (1030 et 1033). Il lutta également contre la doctrine Druze qui déifiait son père Al-Hakim.               | 1005 – 1036                  |
| 18     | Maad       | Abū Tamim     | Ibn Zahir             | Al-Mustansir Billah          | 8e calife Fatimide. Sa mort est suivie du schisme entre les Mustaliens (partisans du fils cadet Musta'li) et les Nizârites (partisans du fils aîné Nizâr). | 1029 – 1094                  |
| 19     | Ahmad      |               | Ibn Mustansir         | Al-Musta'li Billah           | 9e calife Fatimide. Il doit faire face aux assauts de la Première croisade en Palestine. L'imam Musta'li n'est pas reconnu par les Nizârites. | 1094 (début du règne) – 1101 |
| 20     | Mansur     |               | Ibn Musta'li          | Al-Amir Bi-Ahkam Allah       | 10e calife Fatimide. | 1101 (début du règne) – 1130 |
| 21     | Tayyib     | Abū al-Qasim  | Ibn Amir              |                              | Après la mort de son père, l'Imam Tayyib s'occulta très jeune. Il fut protégé par la Reine al-Hurra al-Maleka du Yémen qui avait également la mission, confiée par l'Imam Al-Amir, de léguer la régence spirituelle aux Da'i al-Mutlaq. Tayyib n'est pas reconnu comme imam par les Hafizzi, partisans d'Al-Hafiz (neveu d'Al-Amir qui deviendra le 11e calife Fatimide). | ??? – ???                    |

La non-reconnaissance d’Abû al-Qâsim al-Tayyib (en 1130) comme 21e imam fatimide donne naissance à deux courants : les Tayyebi et les Hafizi. La Hafiziyya n'a pas survécu à la chute de la dynastie fatimide et aujourd'hui seul le courant tayyebiyya représente les Mustaliens. Les seuls Mustaliens restant se nomment depuis Bohras.